# Adolfo Mota Hernández
Adolfo Mota Hernández (Coatepec, Veracruz, 31 de enero de 1976) es un abogado, economista y político mexicano, miembro del Partido Revolucionario Institucional. Fue diputado federal de 2015 a 2018 y de 2006 a 2009 y formó parte del gabinete de Javier Duarte de Ochoa como Secretario de Educación de Veracruz.

## Estudios y carrera política
Adolfo Mota Hernández es licenciado en economía y en derecho fiscal. En 1998, fue electo diputado al Congreso de Veracruz, permaneciendo en el cargo hasta 2001. De 1999 a 2000, fue además dirigente estatal del Frente Juvenil Revolucionario y de 2001 a 2002, secretario general del comité estatal del PRI. De 2002 a 2004 fue presidente estatal del PRI y ese último año el gobernador de Veracruz, Fidel Herrera Beltrán, lo nombró subsecretario de Desarrollo Educativo y Cultural del estado, renunciado a este cargo en 2006 para ser candidato a diputado federal por el PRI y siendo electo en el IX Distrito Electoral Federal de Veracruz a la LX Legislatura, finalizó su periodo en 2009, siendo miembro de las Comisiones de Educación Pública y Servicios Educativos y de Gobernación.
El 14 de octubre de 2007 formó parte del grupo de manifestantes que derribaron una estatua de Vicente Fox, ubicada en el malecón de la ciudad de Boca del Río, Veracruz. En 2009 el presidente del PAN, Germán Martínez Cázares, lo señaló como autor de una supuesta iniciativa de ley que pretendería regular la publicación de propaganda política en internet, lo cual fue negado por el mismo Mota.
El 1 de diciembre de 2010 el gobernador Javier Duarte de Ochoa lo nombró titular de la Secretaría de Educación de Veracruz.